# IIFA Award/Bester Hauptdarsteller
Die Gewinner des IIFA Best Actor Award (ein Preis der Hindi-Film-Industrie) waren:
| Jahr | Darsteller       | Film                 | Deutscher Titel                             |
| ---- | ---------------- | -------------------- | ------------------------------------------- |
| 2000 | Sanjay Dutt      | Vaastav              | —                                           |
| 2001 | Hrithik Roshan   | Kaho Naa... Pyaar Ha | Liebe aus heiterem Himmel                   |
| 2002 | Aamir Khan       | Lagaan               | Lagaan – Es war einmal in Indien            |
| 2003 | Shah Rukh Khan   | Devdas               | Devdas – Flamme unserer Liebe               |
| 2004 | Hrithik Roshan   | Koi... Mil Gaya      | Sternenkind – Koi Mil Gaya                  |
| 2005 | Shah Rukh Khan   | Veer-Zaara           | Veer und Zaara – Die Legende einer Liebe    |
| 2006 | Amitabh Bachchan | Black                | —                                           |
| 2007 | Hrithik Roshan   | Krrish               | Krrish, der Sternenheld                     |
| 2008 | Shah Rukh Khan   | Chak De! India       | Chak De! India – Ein unschlagbares Team     |
| 2009 | Hrithik Roshan   | Jodha Akbar          | Jodhaa Akbar                                |
| 2010 | Amitabh Bachchan | Paa                  | —                                           |
| 2011 | Shah Rukh Khan   | My Name Is Khan      | My Name Is Khan                             |
| 2012 | Ranbir Kapoor    | Rockstar             | —                                           |
| 2013 | Ranbir Kapoor    | Barfi!               | —                                           |
| 2014 | Farhan Akhtar    | Bhaag Milkha Bhaag   | —                                           |
| 2015 | Shahid Kapoor    | Haider               | —                                           |
| 2016 | Ranveer Singh    | Bajirao Mastani      | Bajirao & Mastani – Eine unsterbliche Liebe |
| 2017 | Shahid Kapoor    | Udta Punjab          | —                                           |
| 2018 | Irrfan Khan      | Hindi Medium         | —                                           |
| 2019 | Ranveer Singh    | Padmaavat            | Padmaavat – Ein Königreich für die Liebe    |